# Гондарен
Гондарен (порт. Gondarém)  —  населённый пункт и район в Португалии,  входит в округ Виана-ду-Каштелу. Является составной частью муниципалитета  Вила-Нова-де-Сервейра. По старому административному делению входил в провинцию Минью. Входит в экономико-статистический  субрегион Минью-Лима, который входит в Северный регион. Население составляет 991 человек на 2001 год. Занимает площадь 7,13 км².
Покровителем района считается Апостол Пётр (порт. São Pedro). 